# Вибух з минулого
«Вибух з минулого» (англ. Blast from the Past) — американський романтичний комедійний фільм 1999 р. режисера Г'ю Вілсона. Головні ролі виконували: Брендан Фрейзер, Алісія Сільверстоун, Крістофер Уокен, Сіссі Спейсек і Дейв Фолі.

## Сюжет
Дія фільму починається в 1962 році в період Карибської кризи в США. Келвін Веббер, знаний вчений, мешканець Лос-Анджелеса, серед тих американців, які серйозно остерігаються радянського ядерного удару. У своєму параноідальному жасі він будує підземне сховище з багаторічним запасом продуктів для своєї сім'ї. Коли по телевізору передають чергове попередження про зростання напруги між СРСР та США і Келвін, разом з вагітною дружиною, спускається до сховища. Саме в цю хвилину над його будинком випадково розбивається винищувач ВПС США. Келвін сприймає аварію за початок ядерної війни і зачиняється у сховищі.
Сусіди і знайомі вирішили, що сім'я Вебберів загинула. Проходить 35 років. Син Келвіна — Адам виріс всередині сховища. Келвін вирішує, що пора обережно перевірити, що відбувається на поверхні і поповнити запаси продуктів. Адам, ніколи не бачивши нікого окрім своїх батьків, вирушає нагору. В перший же день перебування у світі кінця 1990-х він зустрічається з чарівною дівчиною Євою…

## У ролях
- Брендан Фрейзер — Адам Веббер
  - Дуглас Сміт — 11-річний Адам
- Алісія Сільверстоун — Єва Рустіков
- Крістофер Вокен — Келвін Веббер
- Сіссі Спейсек — Хелен Веббер
- Дейв Фоулі — Трой
- Джої Слотнік — Сода Джерк / «архієпископ» Мелкер
- Натан Філліон — Кліфф

## Критика
Фільм отримав змішані відгуки від професійних критиків. На Rotten Tomatoes фільм має загальний бал 58 % від 78 критиків, на Metacritic — 48 %. Роджер Еберт дав фільму 3 з 4 зірок.

### Премії і нагороди
- 2000 — номінація на премію Saturn Awards.